# キャンディ・クラーク
キャンディ・クラーク（Candy Clark,  1947年6月20日 - ）は、アメリカ合衆国の女優である。

## 来歴
1947年、オクラホマ州・ノーマンに生まれる。父親はシェフだった。その後、テキサス州のフォートワースで育つ。18歳でニューヨークへ渡り、モデルとしてキャリアをスタート。1972年にジェフ・ブリッジス、ステイシー・キーチら出演の『ゴングなき戦い』で女優デビュー。翌年に出演したジョージ・ルーカス監督の青春映画『アメリカン・グラフィティ』で、1974年のアカデミー助演女優賞にノミネートされた。その後も、様々なテレビドラマや映画などへ出演を重ねて女優としてのキャリアを順調に構築し、2000年代以降もデヴィッド・フィンチャー監督の『ゾディアック』や、マット・デイモン主演の『インフォーマント!』などへも出演している。

### 私生活
1978年に俳優として活動をしていたマージョー・ゴートナーと結婚したが、翌79年に離婚。1987年にプロデューサーのジェフ・ウォルドと再婚するも、1988年に再び離婚した。また、『ゴングなき戦い』で共演したジェフ・ブリッジスと付き合っていた時期もある。

## 出演作品

### 映画
- ゴングなき戦い Fat City (1972)
- アメリカン・グラフィティ American Graffiti (1973)
- ダイアン・キートン 可愛い女 I Will... I Will... For Now (1976)
- ジェームズ・ディーン James Dean (1976) ※テレビ映画
- 地球に落ちて来た男 The Man Who Fell to Earth (1976)
- Handle with Care (1977)
- 大いなる眠り The Big Sleep (1978)
- スタークラッシュ Starcrash (1978)
- Amateur Night at the Dixie Bar and Grill (1979)
- When You Comin' Back, Red Ryder? (1979)
- アメリカン・グラフィティ2 More American Graffiti (1979)
- Where the Ladies Go (1980)
- ロデオガール Rodeo Girl (1980)
- Nobody's Perfekt (1981)
- National Lampoon's Movie Madness (1982)
- Q (1982)
- ブルーサンダー Blue Thunder (1983)
- 探偵ブレナン/麻薬ルートを捜せ! Cocaine and Blue Eyes (1983)
- ハンボーン Hambone and Hillie (1983)
- 悪魔の棲む家PART3 Amityville 3-D (1983)
- キャッツ・アイ Cat's Eye (1985)
- ロンリー・ブラッド At Close Range (1986)
- 新・フレンチ コネクション/NY暗殺指令 Popeye Doyle (1986)
- ブロブ/宇宙からの不明物体 The Blob (1988)
- Blind Curve (1988)
- クール・アズ・アイス Cool as Ice (1991)
- バッフィ/ザ・バンパイア・キラー Buffy the Vampire Slayer (1992)
- 笑撃生放送! ラジオ殺人事件 Radioland Murders (1994)
- Niagara, Niagara (1997)
- インシデント Cherry Falls (2000)
- This Is How the World Ends (2000)
- The Month of August (2002)
- ゾディアック Zodiac (2007)
- The Boneyard Collection (2008)
- インフォーマント! The Informant! (2009)
- Bob's New Suit (2011)

### テレビドラマ
- Room 222 (1972)
- バナチェック登場 Banacek (1973)
- フェアリーテール・シアター / 『カエルの王子様』 Faerie Tale Theatre (1982)
- 私立探偵マグナム Magnum, P.I. (1985, 1986)
- サイモン&サイモン Simon & Simon (1986)
- スターマン Starman (1986)
- ザ・ヒッチハイカー The Hitchhiker (1987)
- マトロック Matlock (1987)
- St. Elsewhere (1988)
- 名探偵ダウリング神父 Father Dowling Mysteries (1990)
- The Wright Verdicts (1995)
- ベイウォッチ・ナイト Baywatch Nights (1995)
- クリミナル・マインド FBI行動分析課 Criminal Minds (2012, 2014)
- ツイン・ピークス Twin Peaks (2017)

### テレビアニメ
- ぎゃあ!!!リアル・モンスターズ Aaahh!!! Real Monsters (1995)